# Dunja Knebl
Dunja Knebl (Zagreb, 23. ožujka 1946.) hrvatska je pjevačica akustične narodne i etno glazbe i prevoditeljica.
Rođena je u Zagrebu, živjela je u Skoplju, Beogradu, Karlovcu, a također i u Washingtonu, Moskvi i Jakarti. Nakon završenog studija engleskog i ruskog jezika na Filozofskom fakultetu u Zagrebu 1969. veći dio života provela je radeći kao prevoditeljica i profesorica jezika, a u slobodno vrijeme pjevala je narodne pjesme prijateljima.
Profesionalno se počela baviti glazbom 1993. godine, a 1994. objavila je svoj prvi solo album „Čuješ, golob, čuješ” s 12 pjesama koje je sakupio Florijan Andrašec, jedan od glazbenika za koje navodi da su imali velik utjecaj na njezinu glazbu.
Većina pjesama koje pjeva je iz Hrvatske (osobito iz Međimurja), ali i iz SAD-a, Sjeverne Makedonije i Rusije. Njen album „Iz globline srca” uvršten je u  londonski „A Rough Guide to World Music” (Kratki vodič kroz svjetsku glazbu) gdje je preporučuju kao uvod u etno-glazbu iz Hrvatske.
Uz to, prevela je nekoliko hrvatskih kuharica na engleski jezik, a biografsku monodramu „Zašto sam postala pjevačica u 47. godini života ili strah od kloniranja” pjevačica je od 1997. godine izvela više od dvadeset puta.
Knebl je najpoznatija po svom kristalno čistom glasu i vrlo jednostavnim glazbenim aranžmanima, često samo s improviziranim instrumentima ili čak bez ikakvih. Pjesme koje pjeva su spore, pitke i često tužne i melankolične.
Suradnja s Rokom Margetom na njenom albumu „Svilarica svilu prede” sa slavonskim pjesmama uvrštena je na „Transglobal World Music Chart” u siječnju 2021.
Album „Songbook Songs” bio je među 20 najboljih na „Balkan World Music Chart” 2021.
Do 2020. izdala je petnaest albuma i pojavila se na više drugih kompilacija.
Godine 1997. nominirana je za glazbenu nagradu Porin, u kategoriji najbolje pjevačice. Dobila je Porina 2008. za najbolji album etno glazbe „Kite i kitice”. Bila je nominirana za Porin 2018. u kategoriji najbolji album folklorne i etno glazbe za album „33 balade” te 2021. u kategoriji najbolji World Music album za „Tamo gori”
Dobila je nagradu za životno djelo na dodjeli Rock&Off glazbenih nagrada 2025. godine.

## Albumi
- „Čuješ, golob, čuješ" (MC, 1994.)
- „...Jer bez tebe nema mene" (CD/MC, 1996.)
- „Croatian folk songs from Međimurje" (MC, 1998.)
- „Iz globline srca" (CD/MC, 1998.)
- „Četiri frtalji" (CD/MC, 2000.)
- „Da sam barem guska" (CD/MC, 2002.)
- „Polje široko, nebo visoko" (CD/MC, 2005.)
- „Kite i kitice" (CD/MC, 2007.)
- „Dođe Božić oj, koledo!" (CD/MC, 2008.)
- „Spevala mi papiga" (CD/MC, 2009.)
- „Jelen pase" (2010.)
- „33 balade" (3x CD, 2019.) s Hrvojem Nikšićem
- „Svilarica svilu prede" (2019.) s Rokom Margeta
- „Tamo gori" (2020.)
- „Songbook Songs/Pjesme iz knjiga-pjesmarica" (2020.) s Rokom Margeta
- „Bilo je sada” s Ninom Romić i Jelenom Galić (2024.)